# Tullau
Der Weiler Tullau ist ein Ortsteil der Gemeinde Rosengarten im Landkreis Schwäbisch Hall.

## Geographische Lage
Der Ort liegt in einer Mulde am Westufer des Kochers, südlich von Schwäbisch Hall, und der Eselsklinge, dem unteren Tal des Luckenbachs. Tullau ist zusammen mit Raibach einer der beiden nördlichen Ortsteile von Rosengarten, die sehr nahe dem Stadtkern von Schwäbisch Hall liegen. Bei Tullau verläuft die Bahnstrecke Crailsheim–Heilbronn durch den 129 Meter langen Tullauer Tunnel, der zwischen 1865 und 1867 erbaut wurde. Anschließend überquert sie über den 41 Meter hohen Tullauer Viadukt den Kocher. 

## Geschichte

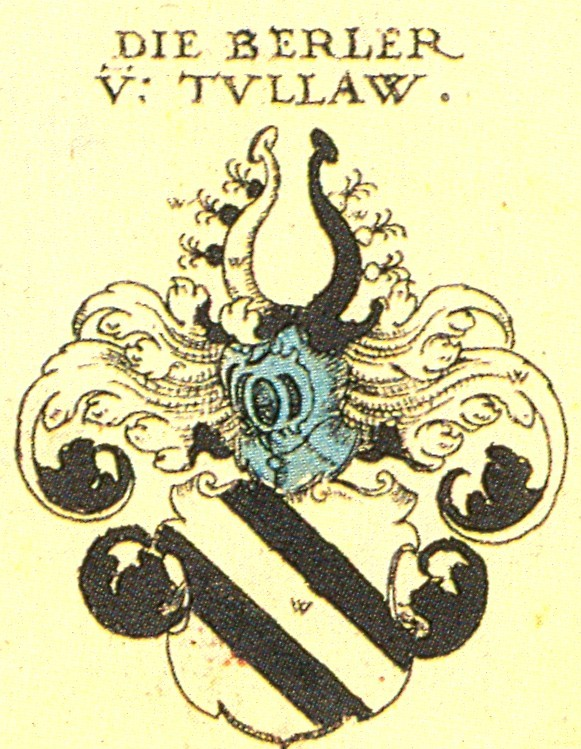
Berler von Tullau Familienwappen aus Siebmachers Wappenbuch

Tullau wurde 1090 erstmals als Tullouwe erwähnt. Eine weitere historische Namensform war Tullauwe, unter der der Ort 1248 erwähnt wurde. Der Ortsname leitet sich von Tulle (d. h. Dalle, eingedrückte Vertiefung) ab. Der Ort gehörte lange Jahre zum Lehen des Klosters Comburg und der Adelsfamilie von Tullau, einem Zweig der Haller Stadtadelsfamilie Berler, die sich hier Berler von Tullau nannte. Durch Verkäufe kamen Teile Tullaus an das Spital in Hall. Durch einen Vertrag aus dem Jahr 1557 wurde festgelegt, dass die Verwaltung durch Hall erfolgt. Durch die Unterstellung kam Tullau 1802/03 zum Herzogtum Württemberg und blieb bis 1843 eine eigenständige Gemeinde. 1843 erfolgte der Anschluss an Uttenhofen. 1972 erfolgte dann im Rahmen der Gemeindereform in Baden-Württemberg der Zusammenschluss mit Uttenhofen und anderen Gemeinden zur neu entstandenen Gemeinde Rosengarten.
Mit 308 Einwohnern gehört Tullau zu den kleineren Ortsteilen von Rosengarten.

## Bau- und Kunstwerke
- Schloss Tullau
  - Der Tullauer Narr ist eine Tonfigur aus der Barockzeit. Er befand sich einst im Garten des Schlosses.[6]
- Wolfgangskirche

## Persönlichkeiten
- Karl Kurz (* 8. Februar 1893 in Tullau; † 19. August 1978 in Hessental), Unternehmer